# Rhabdomantis
Rhabdomantis es un género de mariposas de la familia Hesperiidae.

## Descripción
Especie tipo por designación original Hesperia galatia Hewitson, 1868.

## Diversidad
Existen 2 especies reconocidas en el género, 2 de ellas tienen distribución afrotropical.